# بنجامين روجرز (سياسي)
بنجامين روجرز هو سياسي كندي، ولد في 1 سبتمبر 1836، وتوفي في 21 يناير 1911.